# Kjellerup
Kjellerup is een plaats en voormalige gemeente in de Deense regio Midden-Jutland. De plaats maakt deel uit van de gemeente Silkeborg. Kjellerup telt 4.795 inwoners (2011).

## Voormalige gemeente
Kjellerup was tot 1 januari 2007 een gemeente in Denemarken. De oppervlakte bedroeg 255,48 km². De gemeente telde 13.953 inwoners waarvan 7058 mannen en 6895 vrouwen (cijfers 2005). Bij de herindeling werd Kjellerup toegevoegd aan de vergrote gemeente Silkeborg.

## Museum
In Kjellerup bevindt zich het Blicheregnen, een museum dat gewijd is aan de belangrijke 19e-eeuwse Deense schrijver Steen Steensen Blicher en het leven op de heide in zijn tijd. Dit museum is een onderdeel van het Museum Silkeborg.

## Geboren
- Søren Malling (1964), acteur
- Janni Thomsen (2000), voetbalster

- MusicBrainz: b84b3be4-0506-436f-a95f-7c19c537160e
- Virtual International Authority File: 127546594
- WorldCat: E39PBJxCykVxM9fMB3k3WK6qcP